# Guardasigilli
Il guardasigilli è un alto funzionario incaricato di custodire il sigillo ufficiale del monarca o dello Stato (gran sigillo) e di autorizzarne l'utilizzo.
In molti Paesi, come l'Italia, questa carica è o era solitamente conferita al Ministro della giustizia.

## Storia
Nel passato l'incarico di guardasigilli era solitamente ricoperto dal cancelliere o gran cancelliere, che aveva in custodia i sigilli del sovrano (o dello Stato) e ne sorvegliava l'esatta apposizione, mentre negli ordinamenti attuali il suo ruolo è in genere ricoperto da un membro del governo. In vari Paesi (ad esempio, Italia, Francia, Spagna, Paesi Bassi) si tratta del ministro della Giustizia; negli Stati Uniti d'America è il segretario di Stato, sia a livello federale, sia negli stati federati dove esiste questa figura; nel Regno Unito è il Lord cancelliere (esiste anche il Lord Privy Seal, Lord del sigillo privato, formalmente incaricato del sigillo privato del sovrano, in realtà un ministro senza portafoglio); in Canada è il Registrar General of Canada, carica che dal 1995 è unita a quella di Ministro dell'industria.
In Italia il Ministro della giustizia, in qualità di Guardasigilli, appone il visto e il Gran Sigillo dello Stato su tutte le leggi e i decreti firmati dal Presidente della Repubblica e sui decreti ministeriali, ne cura la pubblicazione nella Gazzetta Ufficiale e l'inserimento nella Raccolta ufficiale degli atti normativi. Nell'apporre il visto, esercita un controllo puramente formale sul documento contenente l'atto.